# Moe Lemay
Moe Lemay (Saskatoon, Canadá; 18 de febrero de 1962 – 21 de octubre de 2024) fue un jugador canadiense de hockey sobre hielo que jugó once temporadas con cuatro equipos en la posición de ala izquierda y ganó la Copa Stanley en 1987.

## Estadísticas

### Equipo
| 1978–79     | Ottawa Junior Canadiens | Midget      | 80  | 54  | 82  | 136 | 55  | —  | — | —  | —  | —  |
| 1979–80     | Ottawa 67s              | OMJHL       | 62  | 16  | 23  | 39  | 20  | 10 | 2 | 3  | 5  | 19 |
| 1980–81     | Ottawa 67s              | OHL         | 63  | 32  | 45  | 77  | 102 | 7  | 3 | 5  | 8  | 17 |
| 1981–82     | Ottawa 67s              | OHL         | 62  | 68  | 70  | 138 | 48  | 17 | 9 | 19 | 28 | 18 |
| 1981–82     | Vancouver Canucks       | NHL         | 5   | 1   | 2   | 3   | 0   | —  | — | —  | —  | —  |
| 1982–83     | Vancouver Canucks       | NHL         | 44  | 11  | 9   | 20  | 41  | —  | — | —  | —  | —  |
| 1982–83     | Fredericton Express     | AHL         | 26  | 7   | 8   | 15  | 6   | 9  | 0 | 2  | 2  | 10 |
| 1983–84     | Vancouver Canucks       | NHL         | 56  | 12  | 18  | 30  | 38  | 4  | 0 | 0  | 0  | 12 |
| 1983–84     | Fredericton Express     | AHL         | 23  | 9   | 7   | 16  | 22  | —  | — | —  | —  | —  |
| 1984–85     | Vancouver Canucks       | NHL         | 74  | 21  | 31  | 52  | 68  | —  | — | —  | —  | —  |
| 1985–86     | Vancouver Canucks       | NHL         | 48  | 16  | 15  | 31  | 92  | —  | — | —  | —  | —  |
| 1986–87     | Vancouver Canucks       | NHL         | 52  | 9   | 17  | 26  | 128 | —  | — | —  | —  | —  |
| 1986–87     | Edmonton Oilers         | NHL         | 10  | 1   | 2   | 3   | 36  | 9  | 2 | 1  | 3  | 11 |
| 1987–88     | Edmonton Oilers         | NHL         | 4   | 0   | 0   | 0   | 2   | —  | — | —  | —  | —  |
| 1987–88     | Nova Scotia Oilers      | AHL         | 39  | 14  | 25  | 39  | 89  | —  | — | —  | —  | —  |
| 1987–88     | Boston Bruins           | NHL         | 2   | 0   | 0   | 0   | 0   | 15 | 4 | 2  | 6  | 32 |
| 1987–88     | Maine Mariners          | AHL         | 11  | 5   | 6   | 11  | 14  | 3  | 2 | 1  | 3  | 22 |
| 1988–89     | Boston Bruins           | NHL         | 12  | 0   | 0   | 0   | 23  | —  | — | —  | —  | —  |
| 1988–89     | Maine Mariners          | AHL         | 13  | 6   | 2   | 8   | 32  | —  | — | —  | —  | —  |
| 1988–89     | Winnipeg Jets           | NHL         | 10  | 1   | 0   | 1   | 14  | —  | — | —  | —  | —  |
| 1988–89     | Moncton Hawks           | AHL         | 16  | 9   | 11  | 20  | 21  | 10 | 3 | 6  | 9  | 25 |
| 1989–90     | Zürcher SC              | NLA         | 15  | 10  | 12  | 22  | 18  | —  | — | —  | —  | —  |
| 1989–90     | EC KAC                  | AUT         | 19  | 9   | 5   | 14  | 26  | —  | — | —  | —  | —  |
| 1989–90     | Canadian National Team  | Intl        | 4   | 0   | 3   | 3   | 0   | —  | — | —  | —  | —  |
| 1990–91     | ECD Sauerland           | GER-2       | 47  | 42  | 73  | 115 | 74  | —  | — | —  | —  | —  |
| 1991–92     | ECD Sauerland           | GER-2       | 37  | 30  | 47  | 77  | 72  | 8  | 5 | 11 | 16 | 9  |
| 1992–93     | EC Hannover             | GER-2       | 48  | 38  | 48  | 86  | 82  | —  | — | —  | —  | —  |
| 1993–94     | EC Hannover             | GER-2       | 30  | 14  | 15  | 29  | 95  | —  | — | —  | —  | —  |
| 1994–95     | ETC Timmendorfer Strand | GER-2       | 17  | 14  | 20  | 34  | 47  | —  | — | —  | —  | —  |
| 1995–96     | EC Bad Nauheim          | GER-2       | 22  | 11  | 12  | 23  | 36  | —  | — | —  | —  | —  |
| 1996–97     | Wedemark Scorpions      | DEL         | 38  | 8   | 9   | 17  | 60  | 6  | 0 | 2  | 2  | 35 |
| 1997–98     | EC Bad Nauheim          | GER-2       | 29  | 14  | 26  | 40  | 36  | —  | — | —  | —  | —  |
| 1997–98     | Braunlager EHC/Harz     | GER-2       | 15  | 15  | 18  | 33  | 30  | 4  | 1 | 3  | 4  | 8  |
| 1998–99     | Braunlager EHC/Harz     | GER-2       | 54  | 19  | 27  | 46  | 98  | 4  | 1 | 2  | 3  | 8  |
| 1999–00     | Hamburg Crocodiles      | GER-2       | 14  | 0   | 2   | 2   | 16  | —  | — | —  | —  | —  |
| Total GER-2 | Total GER-2             | Total GER-2 | 313 | 197 | 288 | 485 | 586 | 16 | 7 | 16 | 23 | 25 |
| Total NHL   | Total NHL               | Total NHL   | 317 | 72  | 94  | 166 | 442 | 28 | 6 | 3  | 9  | 55 |

### Selección nacional
| Año   | Selección | Evento |       | PJ | G | A | Pts | PIM |
| ----- | --------- | ------ | ----- | -- | - | - | --- | --- |
| 1982  | Canadá    | WJC    | 7     | 2  | 0 | 2 | 4   |     |
| Total | Total     | Total  | Total | 7  | 2 | 0 | 2   | 4   |